# Andromède XVIII

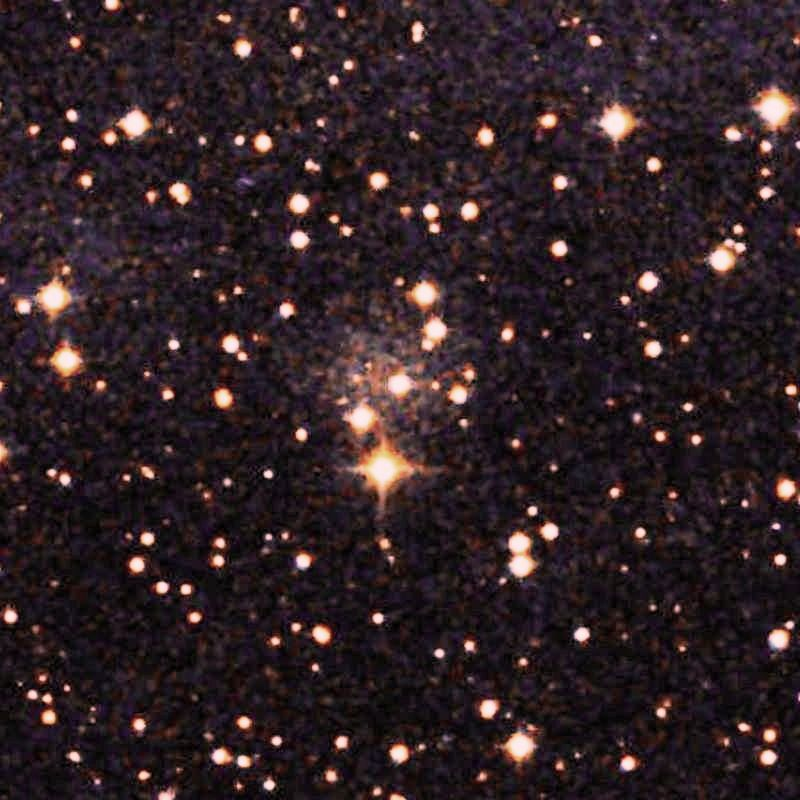
Andromède XVIII.

Andromède XVIII est une galaxie naine du Groupe local découverte en 2008. C'est une des galaxies naines orbitant la galaxie d'Andromède.